# Mike van Duinen
Mike van Duinen (Den Haag, 6 november 1991) is een Nederlands voetballer die als aanvaller speelt. Hij is transfervrij overgestapt naar OFI Kreta nadat zijn aflopende contract bij PEC Zwolle niet verlengd werd. In 2022 maakte hij de overstap terug naar Excelsior Rotterdam.

## Carrière

### ADO Den Haag
Van Duinen speelde in de jeugd bij SV Die Haghe en Oliveo uit Pijnacker voor hij in het seizoen 2009/10 werd opgenomen in de jeugdopleiding van ADO Den Haag. Hier speelde hij in zijn eerste jaar in de A1. Het seizoen daarop speelde hij voor zowel Jong ADO Den Haag als voor het aparte elftal voor spelers onder de 20 jaar, de amateurs in de zondag tweede klasse.
Vanaf april 2011 mocht hij met de eerste selectie trainen en op 22 mei 2011 maakte Van Duinen zijn debuut in de play-off tegen Roda JC Kerkrade als invaller voor Charlton Vicento. ADO won het duel uiteindelijk met 1–2. Op 14 augustus 2011, in de met 4–2 verloren uitwedstrijd tegen FC Groningen, speelde Van Duinen voor het eerst in de basis. Tevens maakte hij in die uitwedstrijd zijn eerste doelpunt voor de club. Op 9 december tegen Heracles Almelo maakte Van Duinen zijn eerste doelpunt in het Kyocera Stadion. In totaal kwam Van Duinen voor ADO Den Haag in vier seizoenen Eredivisie in actie; daarin speelde hij 117 wedstrijden en was hij 27 keer trefzeker.

### Fortuna Düsseldorf
Van Duinen tekende in juli 2015 een contract voor vier seizoenen bij Fortuna Düsseldorf, op dat moment actief in de 2. Bundesliga. Hij maakte op 26 juli tegen Union Berlin zijn debuut voor de club. Op 18 september scoorde hij tegen VfL Bochum (1-1) zijn eerste en enige goal voor Fortuna Düsseldorf. Daarna verdween hij namelijk langzaam maar zeker uit de basisopstelling. Van Duinen vertelde daarover: "Ik heb in het begin veel gespeeld, daarna kwam een andere trainer en toen werd het allemaal lastig." Verklaarde hij aan RTV Rijnmond Hij mocht in de winter dan ook uitkijken naar een andere club.

### Roda JC
In de tweede helft van het Eredivisieseizoen 2015/16 werd van Duinen verhuurd aan Roda JC Kerkrade. Hij debuteerde op 6 februari 2016 voor Roda in het 2-2 gelijkspel tegen uitgerekend zijn oude club ADO Den Haag. Op 28 februari scoorde hij tegen Heracles Almelo (5-0 overwinning) zijn eerste goal voor Roda. In totaal kwam hij in een halfjaar tot dertien wedstrijden en twee goals. 

### Excelsior
In de zomer van 2016 maakte Van Duinen de overstap naar Excelsior. Zijn debuut voor Excelsior was op 16 oktober 2016, opnieuw tegen zijn vorige club Roda JC (0-1 nederlaag). Van Duinen liep lang tegen zijn eerste goal aan te hinken, maar scoorde deze eindelijk op 5 maart 2017 tegen AZ (1-1). In het seizoen 2017/18 kwam hij weer op de aantallen die hij ook in zijn eerdere jaren bij ADO haalde: hij scoorde negen goals en gaf vijf assists in dertig wedstrijden. 

### PEC Zwolle
In de zomer van 2018 werd Van Duinen overgenomen door PEC Zwolle, waar hij op 10 augustus met twee goals tegen SC Heerenveen zijn debuut maakte. Hij haalde identieke cijfers als het jaar ervoor: negen goals en vijf assists in 36 wedstrijden. Hij miste de eerste seizoenshelft van het seizoen 2019/20 door een gebroken middenvoetsbeentje en kwam dat seizoen daardoor maar tot twaalf wedstrijden en twee goals. In zijn laatste seizoen bij PEC Zwolle scoorde Van Duinen driemaal, wat zijn totaal bracht op 73 wedstrijden en veertien goals. Zijn laatste doelpunt voor PEC Zwolle was op 28 november 2020 tegen VVV Venlo.

### OFI Kreta
In de zomer van 2021 trok Van Duinen naar Kreta om te voetballen voor OFI. Daar speelde hij 22 wedstrijden in alle competities, zonder één keer tot scoren te komen. Na één seizoen werd zijn contract in de zomerstop van 2022 dan ook ontbonden.

### Terug bij Excelsior
Op 19 augustus 2022 keerde Van Duinen terug naar Excelsior, dat het seizoen ervoor was gepromoveerd naar de Eredivisie. Daar tekende hij een contract voor drie seizoenen, tot de zomer van 2025.
Op 30 augustus 2024 maakte hij zijn eerste doelpunt na zijn terugkeer bij Excelsior. In de wedstrijd tegen zijn oude club ADO Den Haag (0-5) in de Eerste divisie maakte hij als invaller de vierde goal. Dit was bijna vier jaar na zijn laatste doelpunt bij PEC Zwolle.

## Clubstatistieken
| Seizoen                         | Club               | Competitie      | Competitie | Competitie | Beker | Beker | Overig | Overig | Totaal | Totaal |
| Seizoen                         | Club               | Competitie      | Wed.       | Dlp.       | Wed.  | Dlp.  | Wed.   | Dlp.   | Wed.   | Dlp.   |
| ------------------------------- | ------------------ | --------------- | ---------- | ---------- | ----- | ----- | ------ | ------ | ------ | ------ |
| 2010/11                         | ADO Den Haag       | Eredivisie      | 0          | 0          | 0     | 0     | 2      | 0      | 2      | 0      |
| 2011/12                         | ADO Den Haag       | Eredivisie      | 16         | 3          | 1     | 0     | 0      | 0      | 17     | 3      |
| 2012/13                         | ADO Den Haag       | Eredivisie      | 33         | 11         | 2     | 0     | 0      | 0      | 35     | 11     |
| 2013/14                         | ADO Den Haag       | Eredivisie      | 33         | 8          | 2     | 2     | 0      | 0      | 35     | 10     |
| 2014/15                         | ADO Den Haag       | Eredivisie      | 33         | 5          | 1     | 1     | 0      | 0      | 34     | 6      |
| 2015/16                         | Fortuna Düsseldorf | 2. Bundesliga   | 12         | 1          | 2     | 0     | 0      | 0      | 14     | 1      |
| 2015/16                         | → Roda JC          | Eredivisie      | 13         | 2          | 1     | 0     | 0      | 0      | 14     | 2      |
| 2016/17                         | Excelsior          | Eredivisie      | 22         | 3          | 1     | 0     | 0      | 0      | 23     | 3      |
| 2017/18                         | Excelsior          | Eredivisie      | 29         | 8          | 1     | 1     | 0      | 0      | 30     | 9      |
| 2018/19                         | PEC Zwolle         | Eredivisie      | 33         | 8          | 3     | 1     | 0      | 0      | 36     | 9      |
| 2019/20                         | PEC Zwolle         | Eredivisie      | 12         | 2          | 1     | 0     | 0      | 0      | 13     | 2      |
| 2020/21                         | PEC Zwolle         | Eredivisie      | 23         | 3          | 1     | 0     | 0      | 0      | 24     | 3      |
| 2021/22                         | OFI Kreta          | Super League    | 21         | 0          | 1     | 0     | 0      | 0      | 22     | 0      |
| 2022/23                         | Excelsior          | Eredivisie      | 28         | 0          | 2     | 0     | 0      | 0      | 30     | 0      |
| 2023/24                         | Excelsior          | Eredivisie      | 7          | 0          | 1     | 0     | 1      | 0      | 8      | 0      |
| 2024/25                         | Excelsior          | Eerste Divisie  | 31         | 5          | 3     | 0     | 0      | 0      | 34     | 5      |
| 2025/26                         | Excelsior          | Eredivisie      | 1          | 0          | 0     | 0     | 0      | 0      | 1      | 0      |
| Carrière totaal                 | Carrière totaal    | Carrière totaal | 347        | 64         | 24    | 6     | 3      | 0      | 374    | 70     |
| Bijgewerkt tot 10 augustus 2025 |                    |                 |            |            |       |       |        |        |        |        |